# Донё, Эдгар
Эдгар Донё (фр. Edgard Doneux; 25 марта 1920, Льеж — 31 января 1984, Андерлехт) — бельгийский дирижёр.
Окончил Льежскую консерваторию, в 20-летнем возрасте дебютировал как дирижёр в Льежской опере. В 1945—1950 гг. работал в оперном театре Ла Монне, преимущественно дирижируя постановками французской и итальянской оперы XIX века. С 1949 г. выступал с Симфоническим оркестром Бельгийского радио, а после разделения коллектива в 1978 году на франкоязычную и нидерландоязычную часть возглавил франкоязычный Симфонический оркестр Радио и телевидения французского сообщества Бельгии и руководил им до конца жизни. В 1967 г. принимал участие в создании и становлении Королевской оперы Валлонии.
Среди записей Донё наибольшее значение имеют концерт для скрипки с оркестром Людвига ван Бетховена (солистка Лола Бобеско) и Пять пьес для оркестра Арнольда Шёнберга.